# 이자덕
이자덕(李資德, 1071(문종 25)∼1138(인종 16)) 고려 전기의 문신이다. 문종의 장인인 문하시중 이자연(李子淵)의 손자이고, 재상을 지낸 이의(顗)의 아들이며 이자겸, 이자의의 사촌 형제간이다. 요나라와 송나라에 사절로 다녀왔으며 이자겸의 난에 연루되어 좌천되었으나 뒤에 복직하였다. 본관은 인천(仁川), 자는 관지(觀止), 시호는 장의(莊懿)이다.

## 생애
평장사(平章事)를 지낸 이의(李顗)의 아들로 태어났고, 음보(蔭補)로 관직에 올라 경시서승(京市署丞)이 되었다.
1111년(예종 6) 형부시랑(刑部侍郎)으로 천흥절(天興節)을 축하하기 위하여 요나라에 사신으로 갔다가 귀국하였으며, 1122년에는 동북면 병마부사가 되었다.
인종 즉위 후 1123년(인종 1)에는 추밀원부사(樞密院副使)가 되었고, 1124년 송나라에 파견되는 사은사(謝恩使)에 임명되어 어사중승(御史中丞) 김부철(金富轍) 등과 함께 사은사절로 송나라에 다녀왔다. 이후 공부상서 지추밀원사(工部尙書知樞密院事), 1125년 참지정사(參知政事)가 되었으나, 1126년 사촌 형제인 이자겸(李資謙)이 이자겸의 난을 일으켰다가 실각하자 그 일파로 몰려 탄핵을 받고 황주목사로 좌천되기도 하였다.
뒤에 복직되어 1136년 다시 참지정사가 되었으며, 1137년 참지정사 태자소보(參知政事太子少保)를 겸하였고, 중서시랑평장사(中書侍郞 平章事)가 되었다. 중서시랑평장사 재직 중 1138년에 사망하였다. 시호는 장의(莊懿)이다.

## 가족 관계
- 처 : 해주 최씨(海州崔氏), 참지정사(參知政事) 최사량(崔思諒)의 딸
  - 장남 : 이지정(李之正)
  - 차남 : 이지화(李之和)
  - 딸 : 최약(崔瀹)에게 출가

## 같이 보기
- 이자연
- 이자겸
- 이자의